# Heimwehr

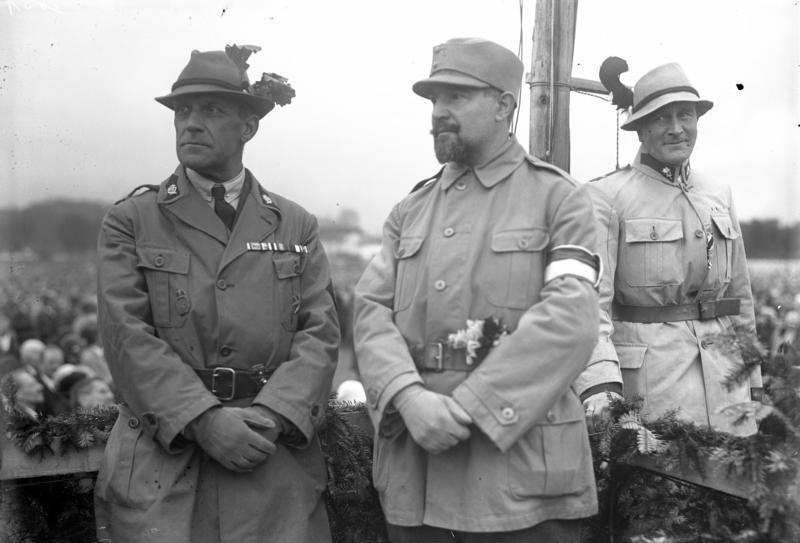
Richard Steidle, líder del Heimwehr dels anys 1930

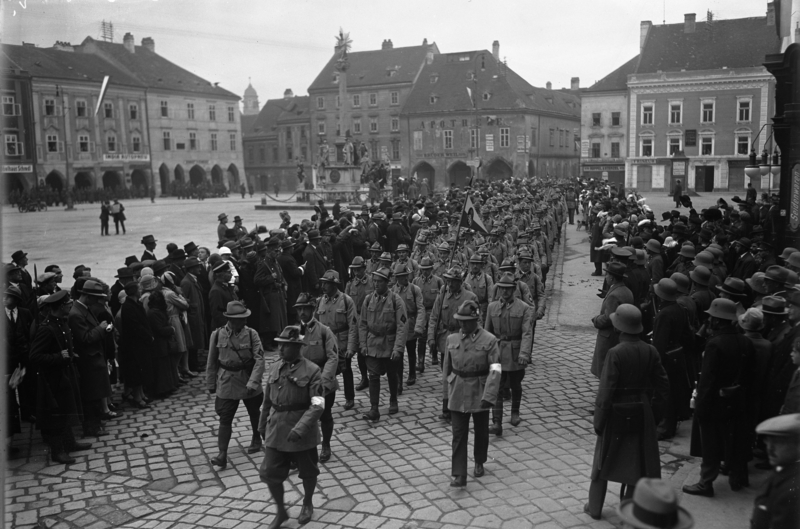
Desplegament a Viena, 1931

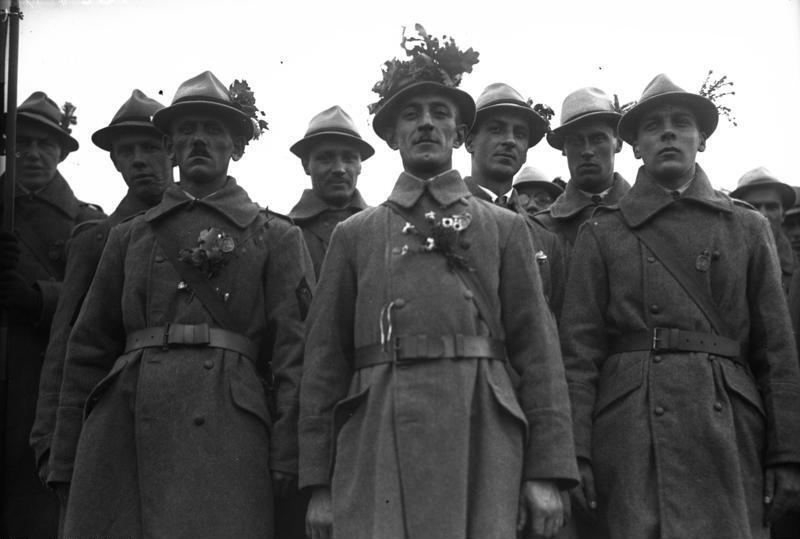
Membre de la Heimwehr a Viena

Heimwehr (Guàrdia de la Pàtria) o Heimatschutz (Defensa Nacional) fou un grup paramilitar feixista nacionalista que va funcionar a Àustria entre 1920 i finals dels anys 1930. Els seus mètodes, ideologia i organització eren semblants als dels Freikorps alemanys o als Fasci di Combattimento, els camises negres de l'italia feixista..

## Origen i organització
Inicialment era format per veterans de la Primera Guerra Mundial de l'exèrcit imperial austríac, que organitzaren milícies per a defensar les fronteres nacionals. Inicialment, no tenien ni un lideratge nacional ni un programa polític unificat. A Caríntia s'encarregaven de defensar les fronteres i de protegir la regió dels eslovens i de les tropes iugoslaves. Aleshores, el canceller d'Àustria Ignaz Seipel els va reorganitzar com a resposta de la milícia socialista Republikanischer Schutzbund, per tal d'intentar apaivagar la influència socialista. Participaren en l'aixafament de la revolta de juliol de 1927.

## Esplendor i declivi
A partir dels anys 1930 es van organitzar a nivell nacional, i fins i tot es presentà amb el Partit Socialcristià a les eleccions legislatives austríaques de 1930. Establiren el jurament de Korneuburg i s'organitzaren com a plataforma de l'austrofeixisme, rebutjant tant el marxisme com la democràcia parlamentària, defensant l'establiment d'una dictadura. Quan el 1934 Engelbert Dollfuss va crear el Front Patriòtic, va integrar-hi el grup amb ajuda d'Ernst Rüdiger Starhemberg. Però va perdre partidaris a favor dels partits defensors de la unitat amb Alemanya. Això facilitaria que el successor de Dollfuss, Kurt von Schuschnigg, els integrés al Front Patriòtic el 1936 i deixessin d'existir com a grup. Ernst Starhemberg va quedar fora del nou govern en un intent de posar fi a les rivalitats entre els exèrcits privats.